# الاكمة العليا (المقاطرة)

تعديل مصدري - تعديل

الاكمة العليا هي إحدى قرى عزلة الاكاحلة بمديرية المقاطرة التابعة لمحافظة لحج، بلغ تعداد سكانها 611 نسمة حسب تعداد اليمن لعام 2004.